# John Hatch (cestista 1962)
John Robert Hatch (Calgary, 23 febbraio 1962) è un ex cestista canadese.
Padre dei cestisti Shannon, Jason e Ryan.

## Carriera
Con il Canada ha disputato due edizioni dei Giochi olimpici (Los Angeles 1984, Seul 1988), i Campionati mondiali del 1986 e due edizioni dei Campionati americani (1984, 1988).